# Dentobunus
Dentobunus – rodzaj kosarzy z podrzędu Eupnoi i rodziny Sclerosomatidae, liczący około 35 opisanych gatunków.

## Występowanie
Przedstawiciele rodzaju zamieszkują Azję od Indii po Indonezję.

## Systematyka
Opisano dotąd 34 gatunki kosarzy z tego rodzaju: 
| - Dentobunus acuarius (Thorell, 1891) - Dentobunus albiannulatus Roewer, 1929 - Dentobunus auratus Roewer, 1910 - Dentobunus aurolucens Roewer, 1923 - Dentobunus balicus Roewer, 1931 - Dentobunus bicorniger (Simon, 1901) - Dentobunus bidentatus (Thorell, 1891) - Dentobunus basalis Roewer, 1931 - Dentobunus bicoronatus Roewer, 1931 - Dentobunus buruensis Roewer, 1955 - Dentobunus chaetopus (Thorell, 1889) - Dentobunus cupreus Roewer, 1955 - Dentobunus dentatus (With, 1903) - Dentobunus distichus Roewer, 1955 - Dentobunus feuerborni Roewer, 1931 - Dentobunus imperator (With, 1903) - Dentobunus insignitus Roewer, 1910 | - Dentobunus kraepelinii Roewer, 1910 - Dentobunus luteus Roewer, 1910 - Dentobunus magnificus Roewer, 1912 - Dentobunus pulcer Suzuki, 1970 - Dentobunus punctipes Roewer, 1931 - Dentobunus quadridentatus Roewer, 1923 - Dentobunus quadrispinosus Suzuki, 1977 - Dentobunus ramicornis (Thorell, 1894) - Dentobunus renschi Roewer, 1931 - Dentobunus rufus Roewer, 1910 - Dentobunus selangoris Roewer, 1955 - Dentobunus siamensis Roewer, 1955 - Dentobunus tenuis (Loman, 1892) - Dentobunus unicolor Roewer, 1911 - Dentobunus waigeuensis Roewer, 1955 |